# Confidence
Confidence är en amerikansk-tysk thrillerfilm från 2003 i regi av James Foley. I rollerna ses bland andra Edward Burns, Rachel Weisz och Dustin Hoffman.

## Handling
Filmen utspelar sig i Los Angeles i nutid och skildrar svindlaren Jake Vig och hans team Gordo, Miles, Big Al och de korrupta poliserna Lloyd och Omar som har lyckats svindla en större summa pengar av affärsmannen Lionel Dolby. När en av Jakes män, Big Al, helt oförklarligt mördas visar det sig att Dolby inte vem som helst, utan revisor hos den excentriske gangsterbossen Winston King.
King vill nu ha sina pengar tillbaka och Jake tvingas iscensätta ett stort svindleri för att undgå att själv bli mördad av King. De lurar Kings fiende, bankiren Morgan Price, men det hela slutar med att King själv grips av polisen.

## Rollista
- Edward Burns – Jake Vig
- Rachel Weisz – Lily
- Dustin Hoffman – Winston Ling
- Andy Garcia – Gunther Butan
- Paul Giamatti – Gordo
- Luis Guzmán – Omar Manzano
- Donal Logue – Lloyd Whitworth
- Brian Van Holt – Miles
- Franky G – Lupus
- Robert Forster – Morgan Price
- Morris Chestnut – Travis
- Leland Orser – Lionel Dolby
- Louis Lombardi – Big Al
- April O'Brien – en attraktiv blondin
- Jay Glannone – bilförsäljaren
- Tommy "Tiny" Lister – Harlin
- Melissa Lawner – Katie
- Nicole Lenz – Nicole
- Elle Alexander – Michelle Strigo
- John Carroll Lynch – Grant Ashby
- Elysia Skye – försäljare
- Robert Pine – Mr. Lewis
- Mary Portser – Grant Ashbys sekreterare
- Michael Dempsey – specialagent Artie/1A officer I
- Steve Tom – Hamilton-Tan
- Abdoulaye N'gom – gycklaren

## Om filmen
Inspelningen ägde rum under april och maj 2002 i Los Angeles och Ontario i Kalifornien. Filmen producerades av Marc Butan, Michael Paseornek, Michael Burns och Michael Ohoven och spelades in efter ett manus av Doug Jung. Fotograf var Juan Ruiz Anchia, kompositör Christophe Beck och klippare Stuart Levy.
Filmen premiärvisades den 20 januari 2003 på Sundance Film Festival och visades därefter på ytterligare filmfestivaler i USA och Europa, däribland filmfestivalen i Cannes. Den hade svensk biopremiär 12 september 2003.